# L'ussaro (film)
L'ussaro (Ihr Leibhusar) è un film del 1938 diretto da Hubert Marischka. La sceneggiatura si basa sul romanzo A Noszty fiú esete Tóth Marival - in tedesco Die große Liebe der jungen Noszty (1906/1907) - di Kálmán Mikszáth e Zolt von Harsány.

## Produzione
Il film fu prodotto dalla Hunnia Filmgyár.

## Distribuzione
In Germania, il film fu distribuito il 14 marzo 1938. L'E.N.I.C. lo distribuì in Italia in una versione di 2.477 metri con il visto di censura 30467 del 30 dicembre 1938.